# Alex Warren
Alexander Warren Hughes, mer känd som Alex Warren, född 18 september 2000 i Carlsbad i Kalifornien, är en amerikansk singer-songwriter och skapare av komedivideos på YouTube. Han är också en populär profil på de sociala internetplattformarna TikTok och Instagram. Han har tidigare även varit medlem och medgrundare av den samarbetande TikTok-gruppen The Hype House.
Alex Warren släppte sin första debutsingel "One More I Love You" i juni 2021, för att sedan i augusti 2022 få ett skivkontrakt tillsammans med Atlantic Records, och samtidigt skapa podcasten Locked in with Alex Warren. Han har sedan dess släppt ett flertal andra singlar, däribland "Before You Leave Me", "Save You a Seat" och "Carry You Home", alla tre släppta under den tidiga halvan av 2024.
Alex Warren blev under år 2018 tillsammans med Instagramprofilen Kouvr Annon. Paret förlovade sig sedan därefter i december 2023, för att sedan gifta sig i ett trädgårdsområde i Kalifornien, den 22 juni 2024.